# Vittoriano Guareschi
Vittoriano Guareschi (Parma, 19 giugno 1971) è un pilota motociclistico e dirigente sportivo italiano, ritiratosi dall'attività agonistica.
Anche suo fratello, Gianfranco Guareschi è stato pilota professionista.

## Carriera
Esordisce a 17 anni nel campionato italiano Sport Production nel quale corre per numerose stagioni. I primi due anni li passa in sella a Cagiva e Aprilia 125 prima di spostarsi nella classe 600. Nel 1990 è 4º su Bimota, ma nonostante il risultato decide di ritornare alle ottavo di litro. A partire dal 1991 è un susseguirsi di cambi di moto e categoria fino al 1995. Non riesce tuttavia mai ad imporsi sugli avversari nonostante chiuda quasi sempre a ridosso dei migliori. Nel 1995 corre anche nell'italiano Supermono, campionato che riesce a conquistare in sella ad una Yamaha SZR.
L'anno successivo debutta in campo internazionale partecipando al campionato Europeo Velocità nella categoria Supersport, che chiude in quinta posizione cogliendo 3 podi supportato dal team Yamaha Belgarda. Nel 1997 esordisce nel neonato mondiale Supersport, sempre con il team Yamaha Belgarda. A parità di vittorie, perde per solo un punto il titolo a vantaggio del connazionale Paolo Casoli su Ducati 748. La stagione successiva è ancora secondo dietro a Fabrizio Pirovano che vince il titolo con una Suzuki GSX-R600 del team Alstare Corona.
Nel 1999 debutta nel mondiale Superbike ancora una volta con il team Yamaha, in due stagioni coglie due podi, ma i risultati parlano di un decimo e di un ventesimo posto in classifica finale. Torna quindi alle 600 ingaggiato dal team Ducati Dienza Racing ma chiude al 16º posto nella classifica generale, con una stagione avara di risultati.
Abbandona quindi le competizioni agonistiche per dedicarsi a tempo pieno al suo nuovo ruolo di collaudatore, era stato infatti ingaggiato nell'aprile 2001 dalla Ducati come collaudatore ufficiale per le proprie moto da corsa. L'ultima gara è datata 2004 quando corre, come wild card, nella prova di Monza del mondiale Supersport in sella a una Ducati 749R del team ufficiale Ducati Breil concludendo in ottava posizione il gran premio.
Dal 2001 al 2009 cura lo sviluppo di tutte le moto da competizione della squadra di Borgo Panigale, in particolar modo della Desmosedici fin dal primissimo test sulla pista francese di Ladoux nel maggio 2002. Il 5 novembre 2009 viene nominato manager del team Ducati Marlboro in MotoGP, in sostituzione di Livio Suppo passato alla Honda.
Nel 2014 lascia la Ducati per svolgere sempre l'attività di team manager per lo SKY Racing Team VR46. Nel settembre 2014 lascia il mondo delle corse per dedicarsi alla famiglia e per lavorare come meccanico nella concessionaria Guzzi di famiglia.

## Risultati in gara

### Campionato mondiale Supersport
| 1997 | Moto   |     |     |   |     |   |   |   |   |   |   |   |  | Punti | Pos. |
| ---- | ------ | --- | --- | - | --- | - | - | - | - | - | - | - |  | ----- | ---- |
| 1997 | Yamaha | Rit | Rit | 4 | Rit | 4 | 1 | 6 | 2 | 1 | 4 | 1 |  | 144   | 2º   |

| 1998 | Moto   |   |   |   |   |     |   |   |   |   |   |  |  | Punti | Pos. |
| ---- | ------ | - | - | - | - | --- | - | - | - | - | - |  |  | ----- | ---- |
| 1998 | Yamaha | 4 | 3 | 6 | 3 | Rit | 2 | 4 | 2 | 3 | 1 |  |  | 149   | 2º   |

| 2001 | Moto   |   |   |     |   |     |   |     |     |     |    |     |  | Punti | Pos. |
| ---- | ------ | - | - | --- | - | --- | - | --- | --- | --- | -- | --- |  | ----- | ---- |
| 2001 | Ducati | 8 | 4 | Rit | 7 | Rit | 4 | Rit | Rit | Rit | 20 | Rit |  | 43    | 16º  |

| 2004 | Moto   |  |  |  |   |  |  |  |  |  |  |  |  | Punti | Pos. |
| ---- | ------ |  |  |  | - |  |  |  |  |  |  |  |  | ----- | ---- |
| 2004 | Ducati |  |  |  | 8 |  |  |  |  |  |  |  |  | 8     | 30º  |

| Legenda | 1º posto        | 2º posto            | 3º posto           | A punti      | Senza punti        | Grassetto – Pole position Corsivo – Giro più veloce |
| Legenda | Gara non valida | Non qual./Non part. | Ritirato/Non class | Squalificato | '-' Dato non disp. | Grassetto – Pole position Corsivo – Giro più veloce |

### Campionato mondiale Superbike
| 1999 | Moto   |    |    |    |    |    |     |   |   |    |    |   |   |   |   |     |     |    |    |   |     |    |     |    |    |  |  | Punti | Pos. |
| ---- | ------ | -- | -- | -- | -- | -- | --- | - | - | -- | -- | - | - | - | - | --- | --- | -- | -- | - | --- | -- | --- | -- | -- |  |  | ----- | ---- |
| 1999 | Yamaha | 12 | 13 | 13 | 15 | 16 | Rit | 9 | 9 | 11 | 10 | 7 | 9 | 9 | 8 | Rit | Rit | 15 | 14 | 3 | Rit | 13 | Rit | 10 | 12 |  |  | 99    | 10º  |

| 2000 | Moto   |    |     |   |     |     |     |    |    |    |     |    |    |     |    |    |    |     |    |    |    |    |     |     |     |    |    | Punti | Pos. |
| ---- | ------ | -- | --- | - | --- | --- | --- | -- | -- | -- | --- | -- | -- | --- | -- | -- | -- | --- | -- | -- | -- | -- | --- | --- | --- | -- | -- | ----- | ---- |
| 2000 | Yamaha | 15 | Rit | 3 | Rit | Rit | Rit | NC | 14 | 12 | Rit | 23 | 13 | Rit | 16 | 12 | 13 | Rit | NP | 19 | 12 | 15 | Rit | Rit | Rit | 12 | 12 | 46    | 20º  |

| Legenda | 1º posto        | 2º posto            | 3º posto           | A punti      | Senza punti        | Grassetto – Pole position Corsivo – Giro più veloce |
| Legenda | Gara non valida | Non qual./Non part. | Ritirato/Non class | Squalificato | '-' Dato non disp. | Grassetto – Pole position Corsivo – Giro più veloce |